# Cynocephalidae
Colugos, Galéopithèques, Lémurs volants, Cynocéphales
Pour les articles homonymes, voir cynocéphale et lémur.
Ne doit pas être confondu avec Dermaptera.
Ordre
Famille
Synonymes
- Galeopithecidae Gray, 1821

Les Dermoptères (Dermoptera) sont un ordre de mammifères qui ne comprend qu'une famille, les Cynocephalidae, regroupant deux espèces.

## Dénominations
L'ensemble de l'ordre des Dermoptera est appelé en français les dermoptères,. Dermoptère est un substantif formé à partir du grec « derma » qui signifie peau et de « ptère », aile ou « organe fonctionnant comme une aile », donc ici une membrane fonctionnant comme une aile. On les appelle aussi des colugos, galéopithèques ou lémurs volants ou encore des  cynocéphales,.

## Description
Les dermoptères sont les mammifères les mieux équipés pour effectuer les vols planés. Ils vivent dans les arbres.
Leurs membranes de vol, ou patagium, sont aussi larges que possible. Elles vont des omoplates (en fait, plutôt du menton) jusqu’au bout de la queue en englobant même les pattes. Contrairement à d'autres mammifères « voilés » même les espaces entre les doigts et les orteils sont palmés. Cela leur permet d'accroître la superficie totale de surface portante. Ces « ailes » sont recouvertes de fourrure. Elles ne permettent pas le vol battu, mais seulement de planer d'arbre en arbre.
Les cynocéphales peuvent planer sur une distance de 140 m[réf. nécessaire] avec une dénivellation de 12 m soit une finesse de 12 environ (autant qu'un deltaplane). Ils ne se posent que très rarement sur le sol, et ne peuvent d'ailleurs pas se tenir debout.
Ils ont la taille d'un chat. Leur museau est pointu, leurs yeux sont très grands. Ils se nourrissent de fleurs et de bourgeons.
La femelle, dont la gestation dure environ 2 mois, n'a qu'un seul petit à la fois, qui reste agrippé à la fourrure lorsqu'elle se déplace.

## Distribution et habitat

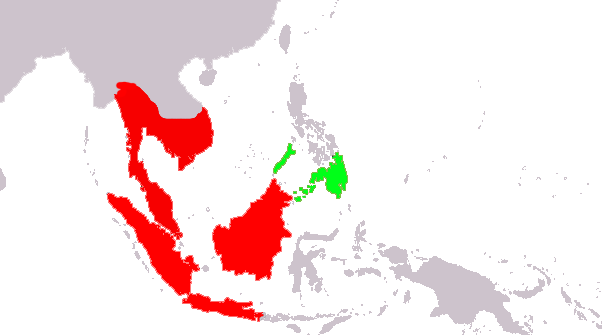
Galeopterus variegatus
Cynocephalus volans

## Classification

### Taxons inférieurs
- Cynocephalidae Simpson, 1945
  - Cynocephalus Boddaert, 1768
    - Cynocephalus volans (Linnaeus, 1758) - Galéopithèque volant[2]

  - Galeopterus Thomas, 1908
    - Galeopterus variegatus (Audebert, 1799) - Galéopithèque de Temminck[2]

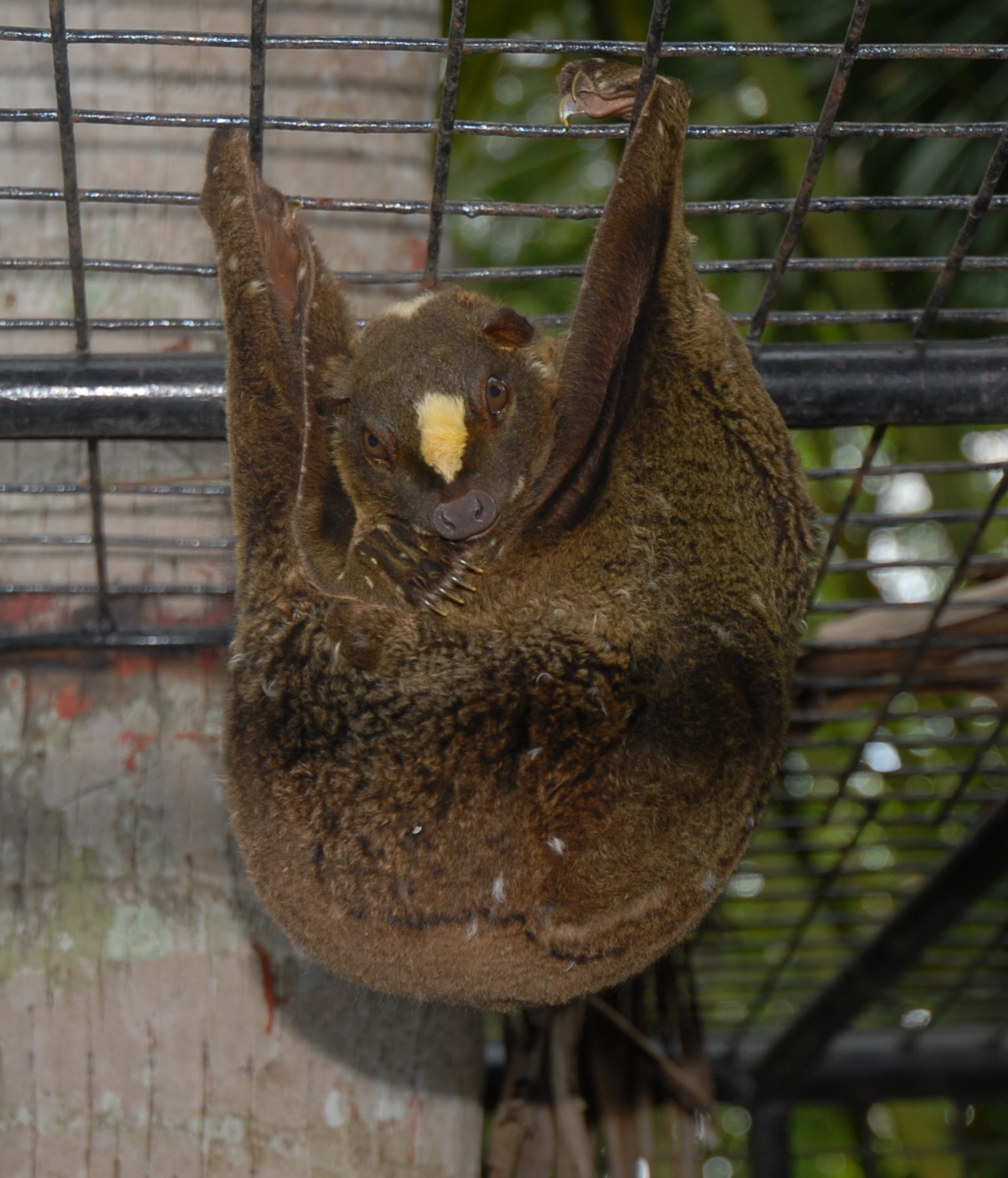
Cynocephalus volans
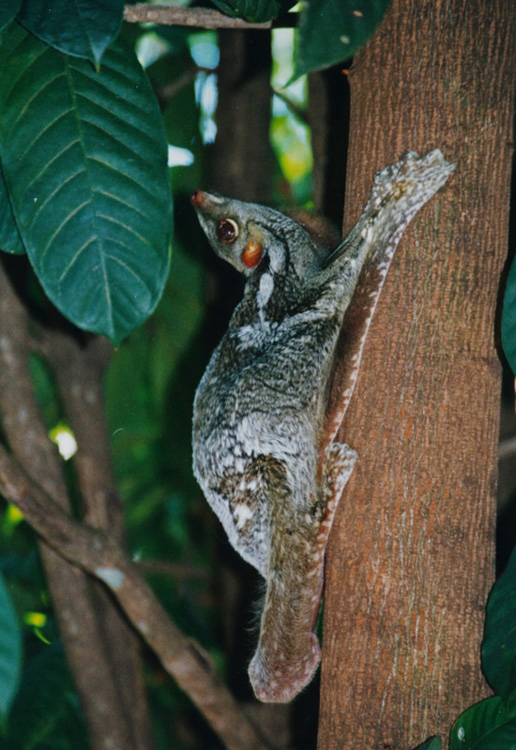
Galeopterus variegatus

### Analyse moléculaire
Les dermoptères rappellent, par leur morphologie, celle des chauves-souris : « les colugos ont longtemps été considérés comme proches des chauves-souris mais une équipe internationale vient d’associer définitivement ces petits mammifères-là aux primates », alors que le super-ordre des Archontes avait été créé pour tenir compte de ce fait. On ne doit pas non plus les confondre avec les écureuils volants et ce ne sont pas non plus des lémuriens volants.
Les analyses ADN ultérieures, fondées sur la présence de marqueurs rétrotransposon, ont définitivement infirmé ces idées et ont permis de découvrir que les dermoptères sont plus proches des primates, avec lesquels ils partagent sept mutations génétiques et finalement assez éloignés des chiroptères, avec lesquels ils ne partagent qu'une mutation génétique. D'autres analyses génétiques réalisées sur 13 000 paires de base d'ADN ont révélé que les colugos et les primates étaient les plus proches parents.

### Cladogramme
Phylogénie des ordres actuels d’euarchontoglires d'après Murphy et al., 2001 :
| Duplicidentata  | Lagomorpha (lapins, lièvres et pikas) |
|                 | Lagomorpha (lapins, lièvres et pikas) |
| Simplicidentata | Rodentia (rongeurs)                   |
|                 | Rodentia (rongeurs)                   |

|  | Dermoptera (galéopithèques)                                                                     |
|  |                                                                                                 |
|  | \| \| †Plesiadapiformes \| \| \| \| \| \| Primates (lémuriens, singes, tarsiers...) \| \| \| \| |
|  |                                                                                                 |
|  | †Plesiadapiformes                                                                               |
|  |                                                                                                 |
|  | Primates (lémuriens, singes, tarsiers...)                                                       |
|  |                                                                                                 |

|  | †Plesiadapiformes                         |
|  |                                           |
|  | Primates (lémuriens, singes, tarsiers...) |
|  |                                           |

|  | Dermoptera (galéopithèques)                                                                     |
|  |                                                                                                 |
|  | \| \| †Plesiadapiformes \| \| \| \| \| \| Primates (lémuriens, singes, tarsiers...) \| \| \| \| |
|  |                                                                                                 |
|  | †Plesiadapiformes                                                                               |
|  |                                                                                                 |
|  | Primates (lémuriens, singes, tarsiers...)                                                       |
|  |                                                                                                 |

|  | †Plesiadapiformes                         |
|  |                                           |
|  | Primates (lémuriens, singes, tarsiers...) |
|  |                                           |

| Duplicidentata  | Lagomorpha (lapins, lièvres et pikas) |
|                 | Lagomorpha (lapins, lièvres et pikas) |
| Simplicidentata | Rodentia (rongeurs)                   |
|                 | Rodentia (rongeurs)                   |

|  | Dermoptera (galéopithèques)                                                                     |
|  |                                                                                                 |
|  | \| \| †Plesiadapiformes \| \| \| \| \| \| Primates (lémuriens, singes, tarsiers...) \| \| \| \| |
|  |                                                                                                 |
|  | †Plesiadapiformes                                                                               |
|  |                                                                                                 |
|  | Primates (lémuriens, singes, tarsiers...)                                                       |
|  |                                                                                                 |

|  | †Plesiadapiformes                         |
|  |                                           |
|  | Primates (lémuriens, singes, tarsiers...) |
|  |                                           |

|  | Dermoptera (galéopithèques)                                                                     |
|  |                                                                                                 |
|  | \| \| †Plesiadapiformes \| \| \| \| \| \| Primates (lémuriens, singes, tarsiers...) \| \| \| \| |
|  |                                                                                                 |
|  | †Plesiadapiformes                                                                               |
|  |                                                                                                 |
|  | Primates (lémuriens, singes, tarsiers...)                                                       |
|  |                                                                                                 |

|  | †Plesiadapiformes                         |
|  |                                           |
|  | Primates (lémuriens, singes, tarsiers...) |
|  |                                           |

Note : La position des toupayes est sujette à controverse. Ils sont parfois placés auprès de Dermoptera pour former Sundatheria, ou parfois placés comme groupe frère des Glires.